# 旭川新聞
旭川新聞（あさひかわしんぶん）は、かつて存在していた株式会社旭川新聞社  が発行していた北海道の地方新聞。傘下に「北見新聞」および「留萌新聞」があった。

## 概要
1915年(大正4年）10月、田中秋声（秋聲）が前身となる「北海東雲新聞」を創業 し、1919年（大正8年）「旭川新聞」に改題。1935年（昭和10年）以降同業社の買収を繰り返すなどして北海道内での影響力が高まるも、1942年（昭和17年）、国家総動員法・新聞事業令に基づく新聞統制いわゆる「一県一紙」政策により、道内他二系列の新聞社と統合となり「北海道新聞」が新たに創刊され、合わせて旭川新聞は廃刊になる。
当時の北海道内11紙は資本関係が三系統に分かれており、北海タイムス系列（北海タイムス、旭川タイムス、十勝毎日、新函館、室蘭日報）、小樽新聞系列（小樽新聞、網走新報）、旭川新聞系列（旭川新聞、北見新聞）が存在していた。

## 歴史
- 1915年(大正4年) 10月2日、旭川新聞社創業者である、田中秋声が旭川新聞の前身となる旬刊「北海東雲新聞」創刊 [2]
- 1919年(大正8年) 11月1日、「旭川新聞」と改め日刊とする。[2]
- 1929年(昭和4年)、旭川三条通り9丁目に鉄筋コンクリート2階建ての社屋新築。[5]
- 1935年(昭和10年)6月、「北海日日新聞」を買収。[5]
- 1935年(昭和10年)9月、高速度輪転機を始めとした印刷設備および通信施設を敷設。[2]
- 1937年(昭和12年)3月、株式会社に組織体を変更。[6]
- 1939年(昭和14年)9月、「北海タイムス」「小樽新聞」の各地進出に備え、北見の新聞社7紙4社を買収、「旭川新聞」の姉妹誌として「北見新聞」を発行。[2][6]
- 1940年(昭和15年)4月、留萌の新聞社3社を買収、「留萌新聞」と改題の上新たに発行。[6]
- 1942年(昭和17年)11月1日、内務省が国論統一と言論統制を目的に進めていた新聞統合いわゆる「一県一紙」政策により、道内の11社が合併統合し、株式会社北海道新聞社が設立。同時に北海道新聞が創刊され旭川新聞は廃刊となる。旭川新聞社本社は以降、北海道新聞旭川支社として営業が継続される。
- 1943年(昭和18年)4月16日、創業者の田中秋声が株式会社北海道新聞社取締役兼本社連格局長兼旭川支社長を辞任

## エピソード
1942年の新聞統制による合併は、半ば強制的であったことから各社の反発と抵抗は強く、資産の拠出や役員人事を巡り経営は幾度も紛糾することとなった。
北海道新聞発足後も、株式会社北海道新聞社の取締役地崎宇三郎が同社社長の東季彦を背任横領で告訴するなど、戦後における騒動の一員にもなった。